# Christen Elster

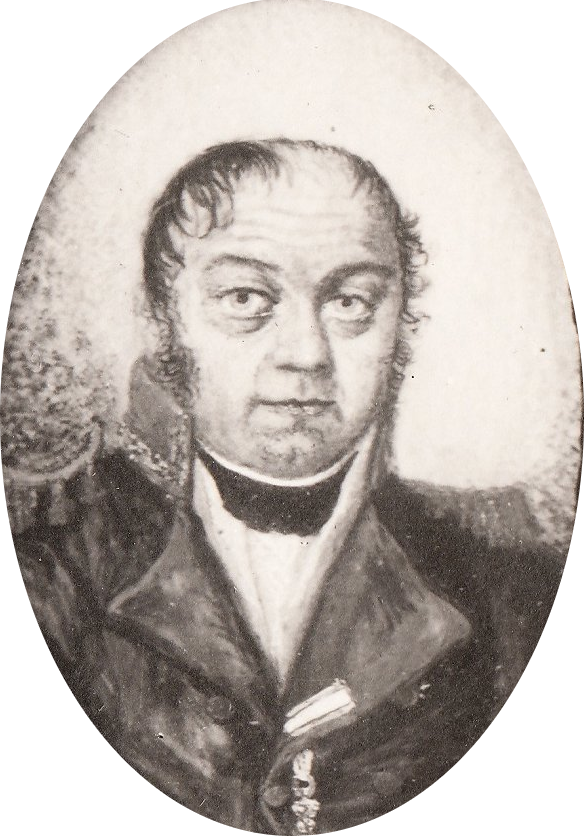
Christen Elster

Christen Elster (* 2. April 1763 in Strømsø (heute Drammen); † 11. März 1833 in Verdal) war ein norwegischer Politiker und Beamter. Elster war Regierungspräsident in den Provinzen Nordland und Nord-Trøndelag.

## Leben
Elsters Eltern waren der Kaufmann Lorentz Elster und dessen Frau Sophie Thoresen. Er war von 1789 bis 1791 Vogt von Stjørdal und Verdal und von 1795 bis 1811 Vogt in Orkdal und Gauldal. Danach war er Amtmann (Regierungspräsident), zunächst in Nordland und ab 1815 in Nord-Trøndelag.
Er war mit Christine Fredrikke Collin verheiratet. Sein Sohn war der Jurist und Beamte Christen Christensen Elster, sein Enkel der Schriftsteller Kristian Mandrup Elster.
Elster war Ritter des Nordstern-Ordens und des Dannebrog-Ordens.